# بونجوک ییلماز
بونجوک ییلماز (انگلیسی: Boncuk Yılmaz؛ زادهٔ ۱۳ مهٔ ۱۹۸۱) بازیگر اهل ترکیه است. وی از سال ۲۰۰۴ میلادی تاکنون مشغول فعالیت بوده‌است.
از سریال‌هایی که او در آن‌ها ایفای نقش کرده است می‌توان به گودال اشاره کرد.